# Дэвенпорт, Айра
Айра Нельсон Дэвенпорт (англ. Ira Nelson Davenport, 13 октября 1887 — 17 июля 1941) — американский легкоатлет, призёр Олимпийских игр.
Айра Дэвенпорт родился в 1887 году в Уинфилде (штат Канзас). В 1912 году на Олимпийских играх в Стокгольме он завоевал бронзовую медаль в беге на 800 м; также принимал участие в соревнованиях по бегу на 400 м, но не добрался до финала. Также он принял участие в показательных соревнованиях по бейсболу.
Впоследствии Айра Дэвенпорт работал в Dubuque Boat and Boiler Works.